# Йозеф Рот
Йозеф Рот (на немски: Joseph Roth) е австрийски белетрист, есеист и публицист, роден в Швабенхоф край Броди, Източна Галиция в еврейско семейство.

## Биография
Йозеф Рот следва философия и германистика в Лемберг (днес Лвов) и Виена. През 1916 г. – в разгара на Първата световна война – Рот се записва доброволец в австро-унгарската армия и попада в руски плен. През 1918 г. става журналист във Виена и по-късно в Берлин, а през 1924 г. е редактор на „Франкфуртер цайтунг“. След възшествието на националсоциализма през 1933 г. книгите му са забранени и писателят емигрира през Австрия във Франция, където изпада в дълбоко отчаяние, става алкохолик и умира в Париж в приют за бездомници.

## Творби
Романите и разказите на Йозеф Рот обрисуват в традицията на виенския социален роман бита на носталгични несретници и отхвърлени от обществото хора в старата Австро-Унгария и след нейната разруха, за да се откроят непреходните ценности в човешкия живот. По-важните му произведения са романите „Паяковата мрежа“ (1923), „Хотел Савой“ (1924), „Бунтът“ (1924), „Ципер и неговият баща“ (1928), „Иов“ (1930), сборникът с есета „Паноптикум“ (1930), романите „Радецки марш“ (1932), „Стоте дни“ (1936), „Изповед на един убиец“ (1936), „Капуцинската гробница“ (1938), „Приказка от хиляда и втората нощ“ (1939), сборникът с проза „Легенда за светия пияница“ (1939) и посмъртно издадените – новелата „Левиатан“ (1940) и романът от 1929 г. „Немият пророк“ (1965).

## Признание
В чест на писателя през 1987 г. е учредена наградата за международна публицистика „Йозеф Рот“.